# Аја Купа (Анкона)
Аја Купа (итал. Aia Cupa) насеље је у Италији у округу Анкона, региону Марке.
Према процени из 2011. у насељу је живело 44 становника. Насеље се налази на надморској висини од 368 м.